# Cycles
Cycles è un album discografico del cantante statunitense Frank Sinatra, pubblicato nel 1968 dalla Reprise Records.

## Il disco
Pubblicato poco prima del Natale 1968, esiste un gap di dieci mesi tra questo album e la pubblicazione del precedente Francis A. and Edward K.. Tale lasso di tempo fu il periodo di inattività più lungo per Sinatra durante i suoi anni alla Reprise (ad eccezione del suo contributo a The Sinatra Family Wish You a Merry Christmas).
Sinatra canta una varietà di canzoni in stile folk-rock, incluse Both Sides Now di Joni Mitchell, e i due successi di Glen Campbell Gentle on My Mind e By the Time I Get to Phoenix. La title track dell'album venne pubblicata su singolo, raggiunse la posizione numero 23 nella classifica Billboard Hot 100 e la posizione numero 2 nella classifica Easy Listening, mentre l'album salì fino alla posizione numero 18 di Billboard 200.

## Tracce
1. Rain in My Heart – 3:20 (Teddy Randazzo, Victoria Pike)
2. Both Sides Now – 2:55 (Joni Mitchell)
3. Little Green Apples – 5:00 (Bobby Russell)
4. Pretty Colors – 2:35 (Al Gorgoni, Chip Taylor)
5. Cycles – 3:07 (Gayle Caldwell)
6. Wandering – 2:45 (Caldwell)
7. By the Time I Get to Phoenix – 3:55 (Jimmy Webb)
8. Moody River – 2:33 (Gary D. Bruce)
9. My Way of Life – 3:05 (Bert Kaempfert, Herb Rehbein, Carl Sigman)
10. Gentle On My Mind – 3:25 (John Hartford)

## Crediti
- Frank Sinatra - Voce
- Don Costa - Produzione, Arrangiamenti, Composizione
- Bill Miller - Direzione musicale